# DSN-2
DSN-2 ist ein militärischer Kommunikationssatellit der japanischen DSN Corporation, einem Joint Venture zwischen der SKY Perfect JSAT Group, NEC und NTT Communications. Nach dem Start wurde der Satellit in Kirameki 2 umbenannt.

## Vorgeschichte
Am 15. Januar 2013 gab die SKY Perfect JSAT Corporation bekannt, dass ihre Tochterfirma DSN Corporation mit dem japanischen Verteidigungsministerium einen Vertra über den Aufbau und Betrieb eines Satellitenkommunikationssystems im X-Band abgeschlossen habe. DSN solle dabei zwei Kommunikationssatelliten fertigen und starten. Der Betrieb der Satelliten und der Bodenstationen solle bis zum Finanzjahr 2031 durch DSN erfolgen. Der Start der beiden Satelliten war für Dezember 2015 und Januar 2017 geplant. Zur Finanzierung des Programms mit Gesamtkosten von umgerechnet rund 1,1 Milliarden US-Dollar kommt nach Angaben aus Japan seitens des Joint-Ventures angeblich ausschließlich privates Kapital zum Einsatz.
Ein Teil der Kommunikationsnutzlast von JSATs Superbird 8 (Superbird B3) sollte dabei als DSN-1 arbeiten. Der Start war für März 2016 mit einer Ariane 5 geplant, doch beim Transport nach Kourou wurde der Satellit beschädigt und musste repariert werden, so dass DSN-2 vorgezogen wurde. DSN-1 startete schließlich am 5. April 2018.

## Aufbau
Der Satellit DSN-2 ist mit X-Band-Transpondern ausgerüstet. Er wurde auf Basis des Satellitenbus DS-2000 der Mitsubishi Electric Corporation (MELCO) gebaut und besitzt eine geplante Lebensdauer von mindestens 15 Jahren.

## Missionsverlauf
DSN-2 wurde am 23. Januar 2017 um 7:44 UTC mit einer H-IIA Trägerrakete vom Raketenstartplatz Tanegashima in eine geostationäre Umlaufbahn gebracht. Es ist der erste Satellit der DSN Corporation und soll militärische Kommunikationsdienste für die japanischen Streitkräfte JSDF bis mindestens zum Ende des Finanzjahrs 2031 (März 2031) anbieten.